# Lycksele (đô thị)

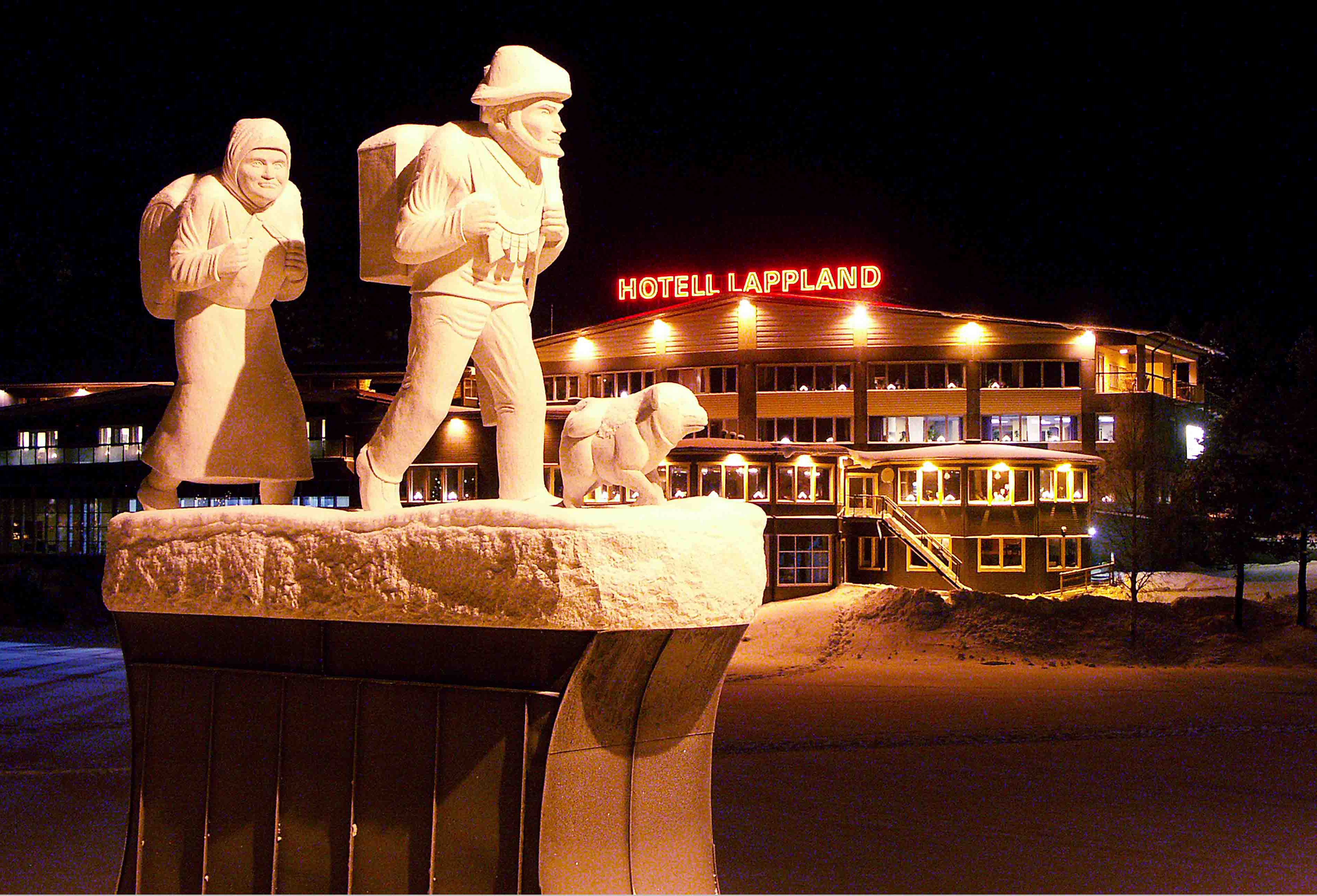
Tượng đài của những người định cư đến khu vực Lycksele

Đô thị Lycksele (Lycksele kommun) là một đô thị ở hạt Västerbotten, phía bắc Thụy Điển. Thủ phủ là thành phố Lycksele.
Toàn bộ đô thị nông nghiệp Lycksele đã trở thành một thị xã chợ (köping) năm 1929 và thành thành phố năm 1946. Năm 1971, đô thị này được nhập với Örträsk để tạo thành một đô thị mới.
Sân bay nằm ở phía nam của đô thị này, bay đi Stockholm mất 80 phút.